# Église Saint-Étienne de Villerouge-Termenès
L'église Saint-Étienne de Villerouge-Termenès est une église située à Villerouge-Termenès, en France.

## Localisation
L'église est située sur la commune de Villerouge-Termenès, dans le département français de l'Aude.

## Historique
L'édifice est classé au titre des monuments historiques en 1913.